# Crambidia myrlosea
Crambidia myrlosea là một loài bướm đêm thuộc phân họ Arctiinae, họ Erebidae.